# Balash
Balash var en persisk kung av den sassanidiska ätten. Han regerade mellan 484 och 488.